# 杜懋
杜懋（1436年—？），字大勉，河南開封府鄢陵縣人，明朝政治人物。進士出身。

## 生平
河南鄉試第三十五名。天順八年（1464年）甲申科會試第八名，殿試登進士第三甲第四十九名。

## 家族
曾祖杜成甫。祖父杜圭。父亲杜榮。